# 大隊 (羅馬軍團)
步兵隊（拉丁語：Cohors），一種軍事編制，是羅馬軍團最基本的編制，由蓋烏斯·馬略在西元前107年所制定。
大队是日语中对于营级军事单位的称呼。依中文习惯翻译成步兵营更贴切。

## 編制
羅馬軍團中，分成十個步兵隊，分別為第一步兵隊、第二步兵隊等，以此類推。

## 類別
一個步兵隊編制，分成五百多人（quingenaria），或是一千多人（milliaria）兩種。